# Myosomatoides pennipes
Myosomatoides pennipes är en stekelart som först beskrevs av John Obadiah Westwood 1882.  Myosomatoides pennipes ingår i släktet Myosomatoides och familjen bracksteklar. Inga underarter finns listade i Catalogue of Life.